# Леквинадзе, Давид Георгиевич
Давид Георгиевич Леквинадзе (11 января 1910 года, Кутаиси, Кутаисская губерния, Российская империя — неизвестно, Ткибули, Грузинская ССР) — главный агроном отдела сельского хозяйства Ткибульского района, Грузинская ССР. Герой Социалистического Труда (1949).

## Биография
Родился в 1910 году в губернском городе Кутаиси. После получения высшего сельскохозяйственного образования трудился в сельском хозяйстве Ткибульского района. В ноябре 1939 года призван на службу в Красную Армию. С 1941 года участвовал в Великой Отечественной войне. Воевал командиром миномётного взвода в составе 669-го стрелкового полка 393-й стрелковой дивизии. В октябре 1941 года числился пропавшим без вести. Войну закончил в составе 206-го стрелкового полка 99-й стрелковой дивизии.
В послевоенные годы — главный агроном отдела сельского хозяйства Ткибульского района. В 1948 году обеспечил перевыполнение в целом по району планового сбора урожая сортового зелёного чайного листа на 31,9 %. Указом Президиума Верховного Совета СССР от 29 августа 1949 года удостоен звания Героя Социалистического Труда за «получение высоких урожаев сортового зелёного чайного листа и цитрусовых плодов в 1948 году» с вручением ордена Ленина и золотой медали «Серп и Молот» (№ 4597).
Этим же указом званием Героя Социалистического Труда были награждены первый секретарь Ткибульского райкома партии Ефим Дмитриевич Джвебенава, председатель Ткибульского райисполкома Варлаам Милосович Абесадзе и заведующий районным отделом сельского хозяйства Илья Дмитриевич Гиоргобиани.
В последующие годы — заведующий отделом сельского хозяйства Ткибульского района. За выдающиеся трудовые результаты по итогам 1950 года награждён вторым Орденом Ленина.
После выхода на пенсию проживал в Ткибули. Дата смерти не установлена.
Награды
- Герой Социалистического Труда
- Орден Ленина — дважды (1949; 14.11.1951)
- Медаль «За победу над Германией в Великой Отечественной войне 1941—1945 гг.»